# Georg Andreas Weise
Georg Andreas Weise (russisch Георг Андреас Веисе; * 30. Novemberjul. / 11. Dezember 1737greg. in Astrachan; † 16. Juni 1792 in Magdeburg) war ein deutscher lutherischer Theologe.

## Leben
Der Sohn des damaligen Pfarrers in Astrachan und späteren Oberinspektors der deutschen Schulen des Waisenhauses in Halle (Saale) Georg Friedrich Weise besuchte die unter Aufsicht des Vaters stehende Schule und begann 1754 an der Universität Halle das Studium der Theologie. Er besuchte besonders Vorlesungen von Gotthilf August Francke, Johann Heinrich Michaelis, Siegmund Jakob Baumgarten und Gottlieb Anastasius Freylinghausen.
Einen Gönner fand er in Johann Georg Knapp, mit dessen Sohn Georg Christian Knapp er später Freundschaft schloss. Im zweiten Semester erteilte er Unterricht in den Schulen des Waisenhauses, 1756 beaufsichtigte er einen Teil des Waisenhauses. 1757 war er Inspektor der Mädchenschule und 1759 der Knabenschule, im Folgejahr wurde er in Dresden Hauslehrer der Kinder des Kursächsischen Kabinettsministers Leopold Nicolaus von Ende (1715–1792).
Gemäß dem Wunsch seiner Eltern kehrte er 1761 nach Halle zurück, wo er seinem Vater bis 1768 als Oberinspektor über die Bürgerschulen des Waisenhauses als Adjunkt zugeordnet war. Am 9. August 1768 wurde er zum Diakon an der St. Georgenkirche in Glaucha bei Halle ordiniert. 1774 stieg er zum Pastor dieser Gemeinde auf und war ab 1783 zweiter Prediger an der St.-Katharinen-Kirche in Magdeburg, was er bis zu seinem Lebensende blieb.

## Wirken
Sein öffentliches und häusliches Leben bezeichnete Heinrich Döring als „Abdruck seiner Lehre“ – er sei „sanft, bescheiden, anspruchslos und duldsam, ein treuer und redlicher Freund, unermüdlich tätig, wo es galt, irgendetwas Gutes zu stiften, vorsichtig und bedachtsam in seinen Entscheidungen und beharrlich in ihrer Ausführung“ gewesen. Seine umfangreichen Kenntnisse verbreitete er in öffentlichen Lehrvortragen und im gesellschaftlichen Umgang. Um nicht hinter den wissenschaftlichen Fortschritten seiner Zeit zurückzubleiben, studierte er neben den älteren theologischen Schriften auch die neueren und ließ das Gute darin nicht ungenutzt. Im Allgemeinen gestattete er indes neueren Vorstellungen keinen Einfluss auf seine theologische Denkart. Die genaue Verbindung der christlichen Dogmatik und Moral ließ er sich nicht streitig machen.
In jener fand er die Motive zur Sittlichkeit, weil der christliche Tugendwandel doch nur eine Frucht und Folge des Glaubens an das Evangelium von Jesus Christus sein konnte. Seine Reden des sterbenden Mittlers (1778) und seine Schrift über die Weissagung des Jesaias von Christi Leiden und Auferstehung (1786), vor allem aber die nach seinem Tode 1793 erschienenen Predigten über die Sonn- und Festtagsepisteln zeigten, wie hoch er die Bibel achtete. Sorgsam war er bemüht, die in derselben enthaltenen Wahrheiten seinen Zuhörern ohne Beimischung fremder Zusätze vorzutragen. Er gebrauchte häufig biblische Ausdrücke und Redensarten und bezog sich gern auf Schriftsteller, von denen er sich eine unerwartete und stärkere Wirkung auf das Herz versprach.
Weise warnte oft vor unzeitgemäßem Stolz, vor unzeitgemäßer Bekehrsucht, vor dem unbefugten Richten Anderer und der lieblosen Verachtung und Herabwürdigung derselben. Er zeigte, wie man bei aller scheinbaren Verschiedenheit der Vorstellungsarten und Ausdrücke dennoch in der Hauptsache eines Sinnes sein könne. In seinen Predigten suchte er durch den Verstand auf das Herz zu wirken. Sein Vortrag war ungekünstelt und brachte ihm den Ruf eines ausgezeichneten Kanzelredners.

## Werke
- Ueber die Reden des sterbenden Mittlers; sieben Predigten. Halle 1778
- Reben über die Weissagung des Jesaias von Christi Leiden und Auferstehung; zur Leitung für Unstudirte. Halle 1780
- Für meine Catechumenen und andere junge und alte Christen zur Wiederholung. Magdeburg 1786
- Predigt zur dankbaren Erinnerung der wohlthätigen Regierung Friedrichs des Großen, Königs von Preußen. Magdeburg 1786
- Predigten über die Sonn- und Festtagsepisteln, in ausführlichen Entwürfen. Mit einer Vorrede von D. G. C. Knapp. Halle 1793